# La leyenda de Balthasar el castrado
La leyenda de Balthasar el castrado es una película dramática de época española de 1996 dirigida por Juan Miñón, coautor del guion con Manolo Matji. Fue estrenada unos años más tarde que Farinelli, Il Castrato de Gérard Corbiau, con temática similar.

## Sinopsis
Nápoles, finales del siglo XVII, aún dominada por los españoles. Balthasar, un joven huérfano criado por monjes de un monasterio, destaca por su voz y estudia en el Conservatorio de música. Entonces se encarga de su educación la antigua Duquesa de Arcos, quien lo hará castrar para conservar la pureza y la belleza de su voz. A la muerte de la Duquesa, el nuevo Duque de Arcos se hace cargo de Balthasar. La aparición de la antigua amante del duque, Maria Loffredo, hace que se establezca un triángulo amoroso con trágicas consecuencias para Balthasar.

## Reparto
- Coque Malla - Balthasar
- Imanol Arias - Duque de Arcos
- Aitana Sánchez-Gijón - María Loffredo
- Enrique San Francisco - Andrés
- Rogério Samora - Terramare
- Juan Luis Galiardo - Narrador

## Premios y nominaciones
X Edición de los Premios Goya
| Categoría                | Persona                    | Resultado |
| ------------------------ | -------------------------- | --------- |
| Mejor director artístico | Javier Fernández Gutiérrez | Nominada  |
| Mejor vestuario          | Pablo Gago Montilla        | Ganadora  |